# Синодальный Знаменский собор
Синода́льный Зна́менский собо́р (англ. Cathedral of Our Lady of the Sign) — ставропигиальный домовый храм Русской православной церкви заграницей, располагающийся в особняке в восточной части Манхэттена на пересечении Парк-авеню и 93-й улицы. В здании также заседает Архиерейский Синод Русской зарубежной церкви и расположена резиденция первоиерарха. Здесь хранится главная святыня Русской зарубежной церкви — Курская-Коренная икона Божией Матери.

## История
После Второй мировой войны решено было перенести Архиерейский Синод Русской Зарубежной Церкви из Европы в США, что и произошло в 1950 году. Для нужд Архиерейского Синода князь Сергей Белосельский-Белозерский (1895—1978) предоставил своё загородное поместье в местечке Магопак, расположенном к северу от Нью-Йорка, однако Магопак был местом достаточно удалённым от большинства мест компактного проживания русских эмигрантов, которые по экономическим соображениям селились в Нью-Йорке или его ближайших пригородах. Тогда князь Белосельский-Белозерский передал Синоду дом на 312 West 77th Street в Манхэттене, куда в 1952 году переехала церковная администрация РПЦЗ.
Тогда же американский банкир русского происхождения Сергей Семененко узнал, что в Нью-Йорке поселился митрополит Анастасий, который ещё в бытность архиепископом помог его семье выехать из объятой гражданской войной России, а ему самому поступить в Гарвардский университет. Малопрезентабельный дом из коричневого кирпича на 77-й улице показался Семененко не соответствующим достоинству и престижу Первоиерарха Русской Зарубежной Церкви. В благодарность за оказанную в сложный период жизни помощь, он обещал подыскать подходящий дом для митрополита и Синодальной администрации. К поискам подключился русский эмигрант Михаил Григорьевич Щербинин, вхожий в высшие круги нью-йоркского общества. В итоге лучшим вариантом оказался особняк Палмера-Бейкера № 75 на Ист 93-й улице, который был приобретён в 1957 году. В начале 1958 года Семененко подарил здание Архиерейскому Синоду. 2 февраля состоялось освящение здания. Летом того же года Архиерейский Синод переехал сюда. На здании была помещена памятная доска с надписью «Мемориал Семененко» (Semenenko Memorial).
Бальный зал был переоборудован под соборный храм во имя Иконы Божией Матери «Знамение»; его освящение состоялось 12/25 октября 1959 года. Иконы для иконостаса написал архимандрит Киприан (Пыжов). Сюда же «переехала» и чудотворная Курская Коренная икона Божией Матери, которая была помещена в киоте по левую сторону от солеи. Во время паломничества святого образа его заменяет копия, написанная архимандритом Киприаном. Здесь стали проводиться настолования Первоиерархов РПЦЗ.
Бывшая главная столовая была переоборудована под храм во имя преподобного Сергия Радонежского, где ежедневно совершаются богослужения, в том числе и ранние службы на английском языке для православных американцев.
В главной гостиной был оборудован Синодальный зал, где отныне проходили заседания Архиерейского Синода.
В 1990-х финансовое положение РПЦЗ было настолько тяжёлым, что шла речь о продаже синодального здания.